# Soulfly
I Soulfly sono un gruppo musicale statunitense formatosi a Phoenix nel 1997.

## Storia

### Gli inizi (1997-1999)

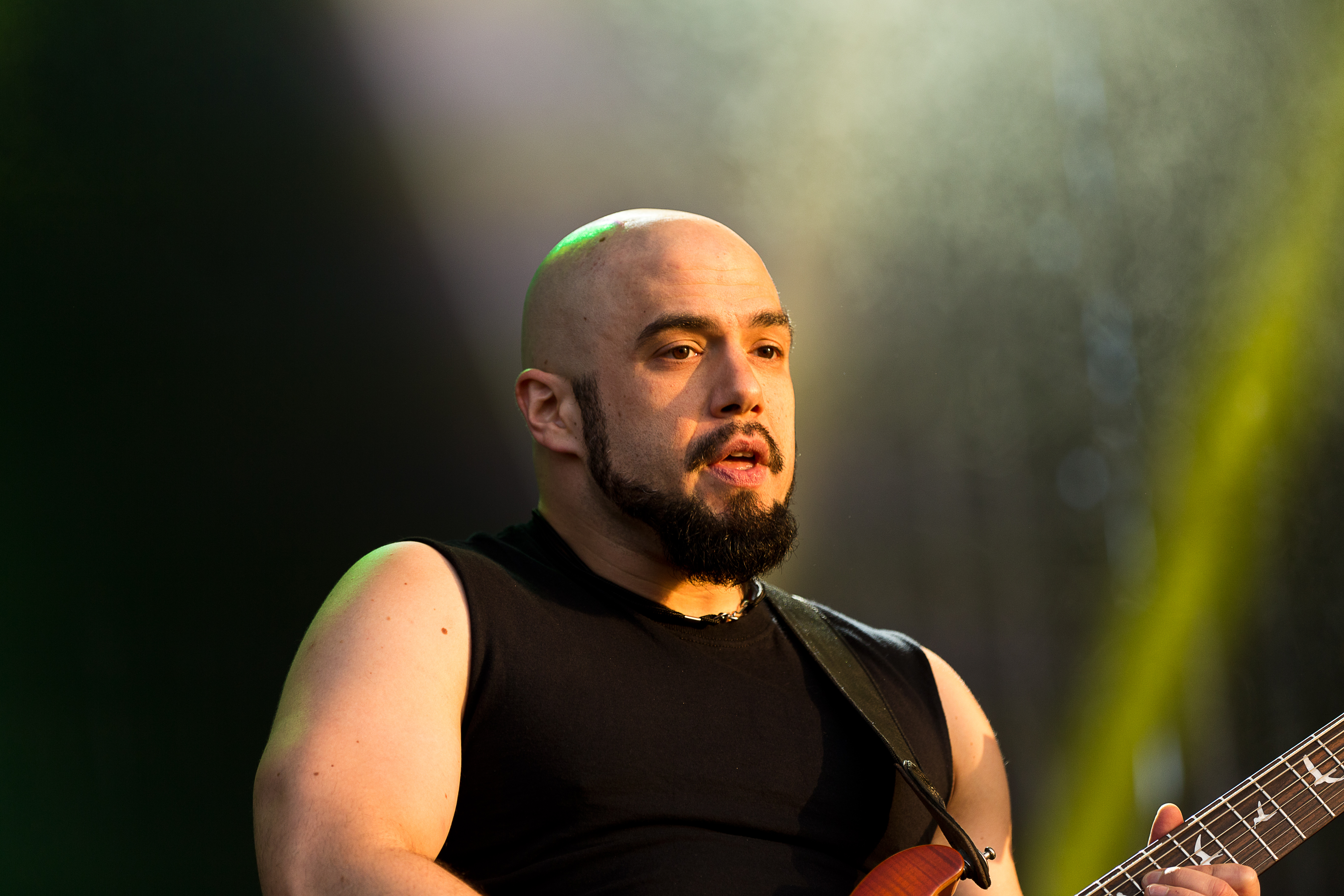
Marc Rizzo

Max Cavalera lasciò i Sepultura nel 1997, a causa degli screzi tra sua moglie e gli ex compagni di band, incrementatisi dopo la morte del figliastro Dana Wells. All'inizio chiamò Roy Mayorga alla batteria, Jackson Bandeira alla chitarra e al basso Marcello D. Rapp, ex roadie dei Sepultura. Max si ritagliò parti vocali e chitarra ritmica. In quell'anno Cavalera collaborò all'album Around the Fur dei Deftones, suonando e cantando nel brano Headup, dedicata a Dana Wells; il nome del gruppo, Soulfly, deriva da uno spezzone di questo brano: "Soulfly, fly high, so fly, fly free" ("volo dell'anima, vola alto, vola, vola libero").
Il loro esordio Soulfly, uscito nella primavera del 1998, arrivò al numero 79 della Billboard 200. Questo disco innovativo è il chiaro seguito dell'esperienza di Roots, nel quale confluiscono anche la rabbia di Max per la perdita del suo figlio adottivo dedicandogli pezzi come Eye for an Eye e Bleed. Nel primo tour venne chiamato alla chitarra l'ex membro dei Machine Head Logan Mader, in seguito sostituito da Mikey Doling, fondatore ed ex-chitarrista degli Snot.
Oltre a guidare i Soulfly, Cavalera si è impegnato anche in altre aree non legate al metal. Da allora è infatti uno dei conferenzieri più ricercati nei congressi musicali, come dimostrato dalle sue apparizioni alla New Music Marathon (CMJ) di New York e all'Holland's Crossing Border Festival, entrambi sostenuti nel 1997, e ha firmato una canzone per uno spot della Sprite in Brasile.
Hanno collaborato anche con Korn, Limp Bizkit, Fear Factory, Corey Taylor (cantante di Slipknot e Stone Sour), Tom Araya (cantante e bassista degli Slayer) e Sean Lennon (figlio di John e di Yōko Ono).

### Primi anni 2000 (2000-2004)

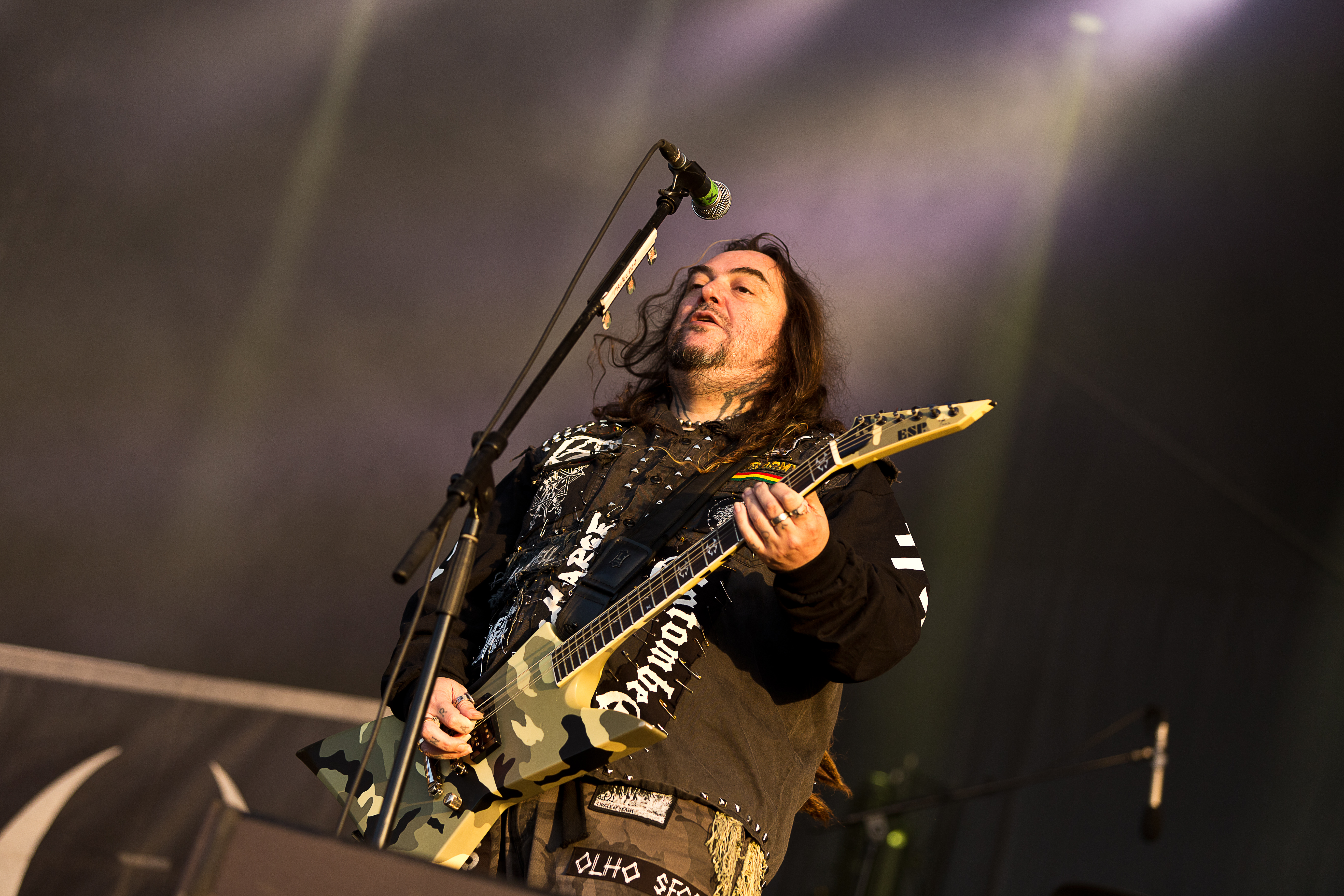
Max Cavalera

Nel 2000 pubblicarono Primitive, con più influenze nu metal e contenente anche una collaborazione con il frontman dei Deftones Chino Moreno, Pain.
Malgrado le critiche da parte di molti fan, l'album divenne il più venduto della band negli Stati Uniti, arrivando al numero 32 di Billboard. Joe Nunez sostituì Roy Mayorga alla batteria, per le registrazioni di Primitive.

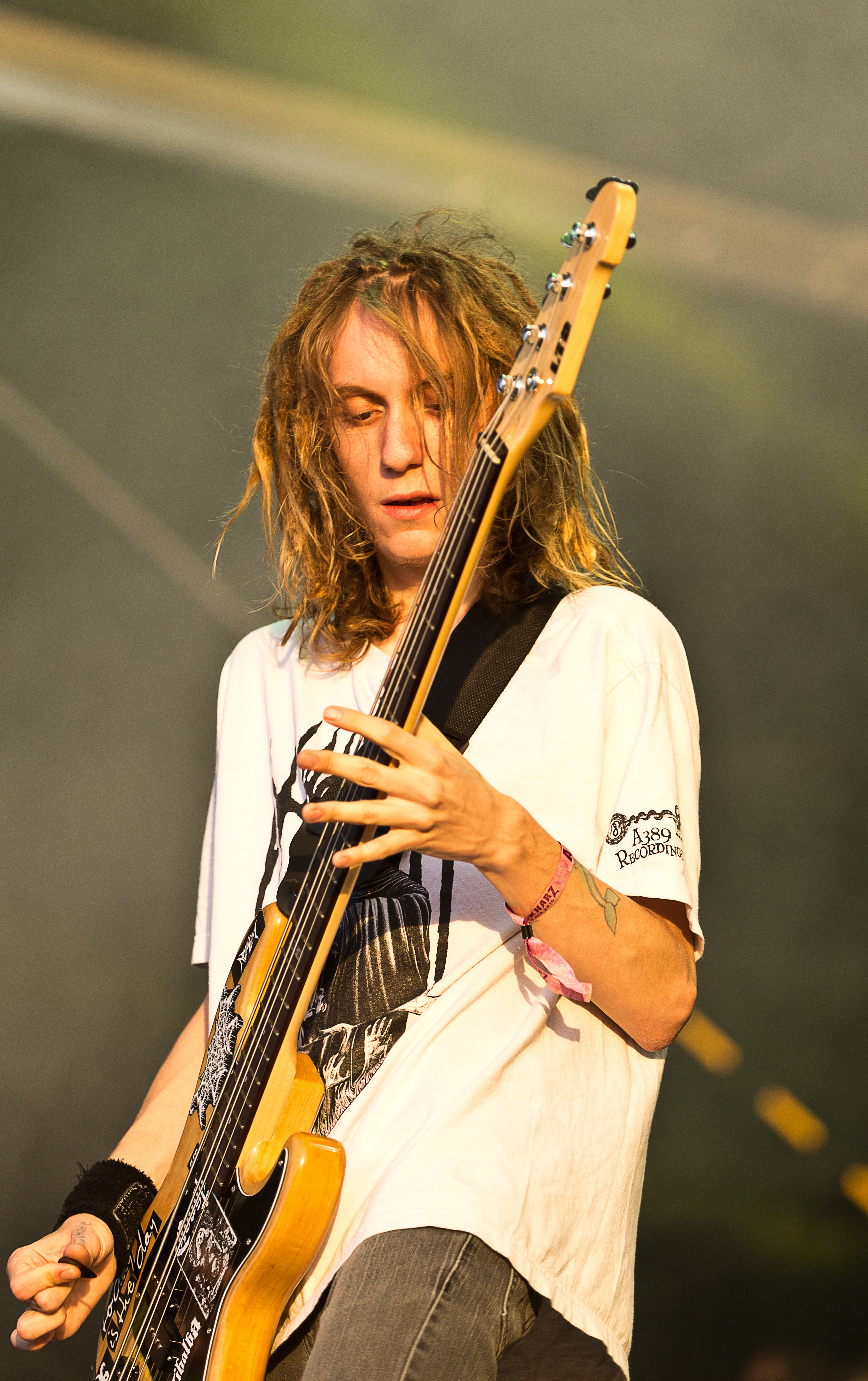
Igor Cavalera Jr.

Max Cavalera produsse anche 3, uscito nel 2002 e giunto nello stesso anno al numero 46 di Billboard. L'album fu inciso di nuovo con Mayorga alla batteria.
Cavalera reclutò una nuova formazione per Prophecy. Joe Nunez tornò alla batteria, mentre Marc Rizzo (ex Ill Niño) fu chiamato alla chitarra. A Prophecy collaborarono due nuovi bassisti, David Ellefson (Megadeth) e Bobby Burns (Primer 55). Cavalera sostenne di aver fatto ciò per ibridare metal vecchio e nuovo nell'album.

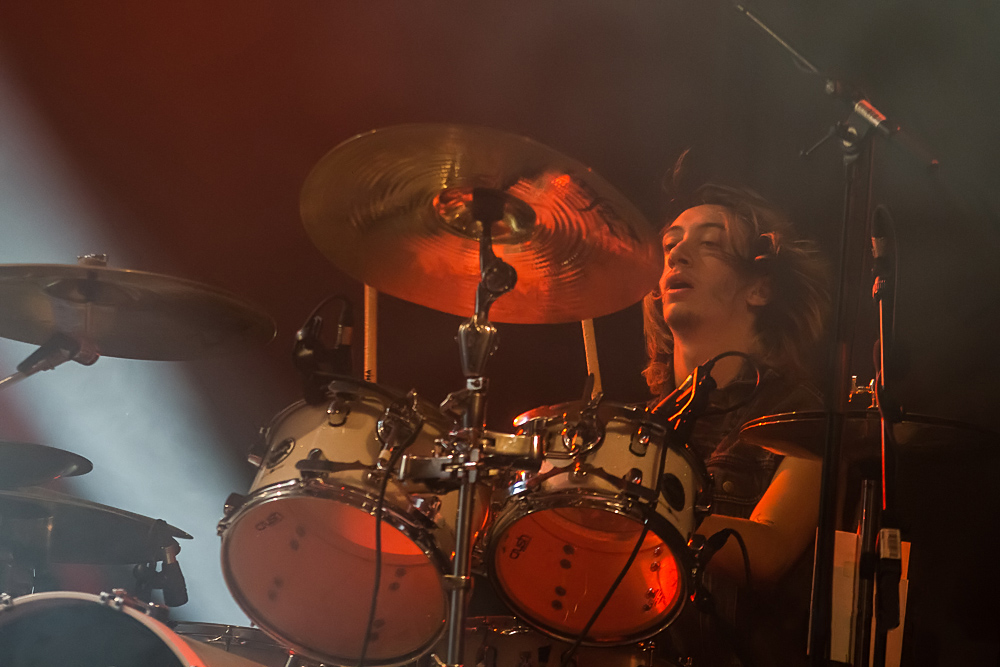
Zyon Cavalera

Max Cavalera spiega, sul sito ufficiale della band, che vuole lavorare con musicisti differenti per ogni album. Infatti sostiene:
(Max Cavalera)
In realtà dissidi nati tra il bassista Marcelo Dias e la moglie di Cavalera, Gloria Cavalera (manager dei Soulfly), riguardo alla gestione manageriale della band, hanno portato al rapido congedo di Dias.
Mikey Doling e Roy Mayorga, molto legati a Marcelo Dias, hanno deciso di non suonare senza di lui nei Soulfly; questa decisione ha portato alla formazione della band chiamata Abloom.

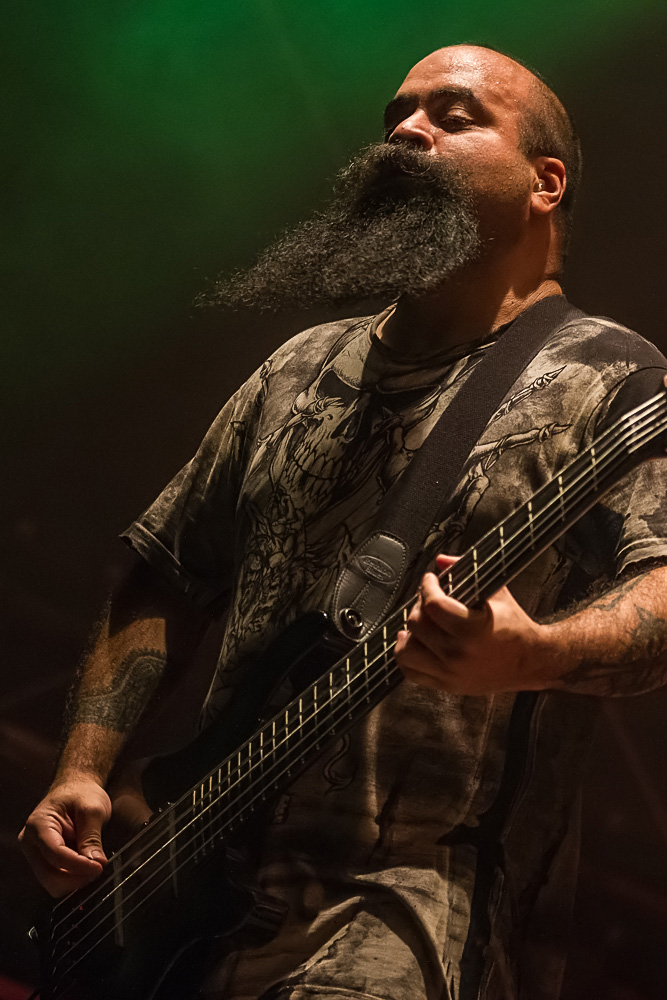
Tony Campos

Nei Sepultura Cavalera si era mostrato molto interessato alla world music, come si evince da Roots, che contiene anche elementi di musica indigena del Brasile.
Ciò continua sull'album Prophecy, con Max che si è recato in Serbia per le registrazioni al fianco di musicisti tradizionali.
Sul brano Moses, esplicita dichiarazione delle sue credenze religiose, collabora con il gruppo serbo Eyesburn, ed incorpora influenze reggae dalla musica di Bob Marley (uno dei suoi artisti preferiti).
Altre tracce sul disco sono eseguite con strumenti del Medioevo, cornamuse con pelle di pecora e zingari serbi.
Pubblicato il 30 marzo 2004, Prophecy raggiunse la posizione numero 82 di Billboard nell'aprile dello stesso anno. Allora fu anche tra i 50 album più venduti in Australia.

### Dark AgeseConquer(2005-2008)
Nel febbraio del 2005, i Soulfly hanno pubblicato il DVD The Song Remains Insane. Esso illustra in pillole la storia del gruppo, e li riprende in concerti dal vivo, interviste e video musicali. Nell'agosto dello stesso anno, la Roadrunner Records ha ristampato il loro esordio omonimo, anche per festeggiare il suo 25º anniversario.

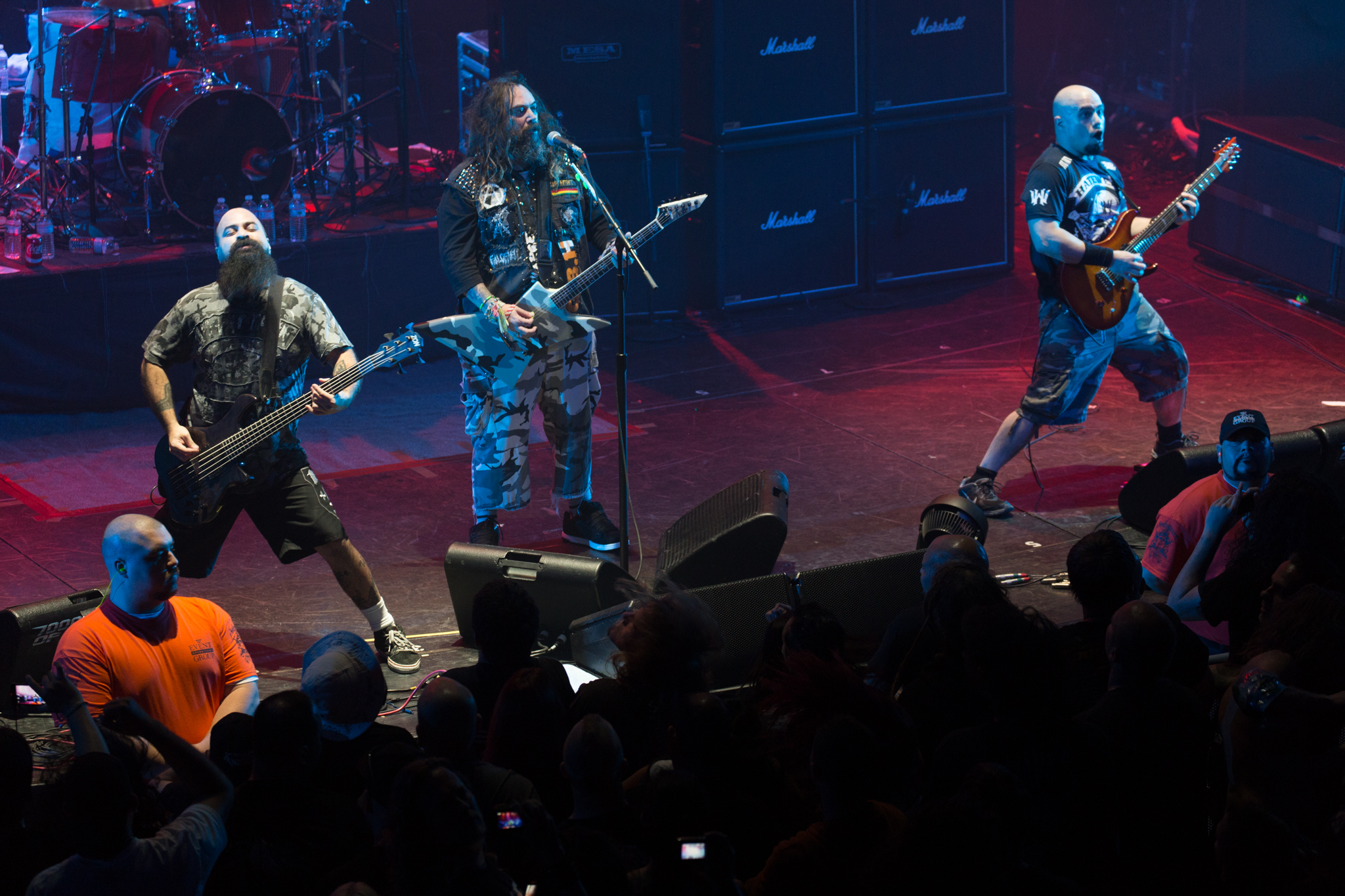
I Soulfly al 70000 Tons of Metal 2015

Il 4 ottobre 2005 è uscito Dark Ages. Molti critici lo hanno descritto come un parziale ritorno di Cavalera alle sue vecchie sonorità thrash e death metal, quando militava nei Sepultura. Sono tuttavia presenti anche le classiche componenti world music e alternative metal, del suo gruppo attuale: per registrare l'album, Cavalera ha infatti viaggiato in cinque paesi - Serbia, Turchia, Russia, Francia e Stati Uniti -, ed ha inserito le loro tipiche influenze musicali nelle canzoni.
Ad incidere il disco sono stati Max Cavalera, Marc Rizzo, Joe Nunez e Bobby Burns, ma David Ellefson ha collaborato a due tracce, Coyote degli Eyesburn ha cantato per Innerspirit, Billy Milano (Stormtroopers of Death) e il russo Paul Fillipenko hanno urlato per Molotov (di matrice hardcore punk) e Ritchie Cavalera ha duettato con suo padre Max in Stay Strong.
I Soulfly hanno recentemente sostenuto un tour per Dark Ages, insieme a Deftones, Korn, Skindred e Gizmachi (in Nord America, Europa ed Asia).
Nel finale del 2007 Max Cavalera annuncia che la nuova release è pressoché pronta e uscirà verso la metà del 2008: il risultato è il thrash oriented Conquer.

### DaOmenaTotem(2009-oggi)
Il 6 novembre 2009 i Soulfly annunciano di essere rientrati in studio con il produttore Logan Mader per lavorare su un nuovo album dal titolo provvisorio (che sarà poi definitivo) Omen, che dovrebbe arrivare nei primi mesi del 2010.
Nel nuovo album saranno contenute alcune collaborazioni, di cui una con Greg Puciato (The Dillinger Escape Plan) ed una con Tommy Victor (Prong); inoltre i Soulfly stanno registrando anche alcune reinterpretazioni, tra cui una di Refuse/Resist dei Sepultura con il figlio di Max Cavalera, Zyon, alla batteria. Altre cover sono Four Sticks dei Led Zeppelin e Your Life, My Life degli Excel.
A luglio 2010 il bassista Bobby Burns ha reso noto attraverso il suo profilo Twitter di aver lasciato la band.
Nel 2012 è stato pubblicato il nuovo album Enslaved, che vede anche l'ingresso nella band di due nuovi musicisti; il bassista Tony Campos e il batterista David Kinkade. Poco dopo Kinkade lascia il gruppo, venendo sostituito da Zyon Cavalera, figlio di Max.
Nel 2013 viene pubblicato l'album Savages con l'etichetta Nuclear Blast Records, da cui viene tratto il singolo Bloodshed.
Il 1º maggio 2015 il bassista Tony Campos annuncia la sua separazione dalla band, passando ai Fear Factory. Temporaneamente è sostituito da Igor Cavalera Jr. (figlio di Max, da non confondersi con Igor Cavalera, fratello dello stesso Max). Poco tempo dopo viene annunciato il nuovo album, Archangel, la cui uscita è prevista per il 14 agosto 2015.
Il 19 ottobre 2018 viene pubblicato l'undicesimo album in studio Ritual, il primo con il nuovo bassista Mike Leon.
Il 5 agosto 2022 è la volta del dodicesimo album Totem.

## Formazione

### Formazione attuale
- Max Cavalera – voce, chitarra ritmica, sitar (1997-presente)
- Zyon Cavalera – batteria, percussioni (2012-presente)
- Mike Leon – basso, cori (2015-presente)

### Turnisti
- Mike DeLeon – chitarra (2023-presente)

### Ex componenti
- Jackson Bandeira – chitarra solista (1997-1998)
- Logan Mader – chitarra solista (1998-1999)
- Mikey Doling – chitarra solista (1999-2003)
- Roy Mayorga – batteria, percussioni (1997-1999, 2002-2003)
- Marcelo Dias – basso, cori (1997-2003)
- Bobby Burns – basso, cori (2003-2010)
- Joe Nunez – batteria, percussioni (2000-2002, 2003-2011)
- David Kinkade – batteria, percussioni (2011-2012)
- Tony Campos – basso, cori (2011-2015)
- Marc Rizzo – chitarra (2003-2021)

### Ex turnisti
- Dave Chavarri – batteria, percussioni (1999-2000)
- Dan Lilker – basso (2006)
- David Ellefson – basso (2003, 2005, 2006)
- Johny Chow – basso (2010-2011)
- Juan Karlos Lora German – batteria (2013, 2014, 2015, 2016)
- Igor Cavalera Jr. – basso, cori (2015), tastiere, voce (2017-2018)
- Dino Cazares – chitarra (2021-2022)

## Discografia

### Album in studio
- 1998 – Soulfly
- 2000 – Primitive
- 2002 – 3
- 2004 – Prophecy
- 2005 – Dark Ages
- 2008 – Conquer
- 2010 – Omen
- 2012 – Enslaved
- 2013 – Savages
- 2015 – Archangel
- 2018 – Ritual
- 2022 – Totem

### Album dal vivo
- 2018 – Live at Dynamo Open Air 1998

### EP
- 1999 – Tribe

### Singoli
- 1998 – Eye for an Eye
- 1998 – Umbabarauma (feat. Los Hooligans)
- 1998 – Bleed (feat. Fred Durst & DJ Lethal)
- 1999 – Tribe
- 2000 – Back to the Primitive
- 2001 – Son Song (feat. Sean Lennon)
- 2001 – Jumpdafuckup (feat. Corey Taylor)
- 2002 – Downstroy
- 2002 – Seek 'n' Strike
- 2004 – Prophecy
- 2005 – Carved Inside
- 2008 – Blood Fire War Hate (feat. David Vincent)
- 2008 – Unleash (feat. Dave Peters)
- 2010 – Rise of the Fallen (feat. Greg Puciato)
- 2012 – World Scum
- 2013 – Bloodshed (feat. Igor Cavalera Jr.)

## Videografia
- 2005 – The Song Remains Insane